# Datsun 16
Der Datsun 16 erschien im April 1937 und war dem Datsun 15 bis auf die Anordnung der Chromleisten auf der Motorhaube gleich. Auch die Mechanik der Datsun 16 war die gleiche wie beim Datsun 15.
Wegen des Krieges in der Mandschurei war Material knapp und der Innenraum des Fahrzeugs eher spärlich ausgestattet. Es gab auch keine eigene LKW-Variante des 16, sondern der Datsun 15 Truck wurde weiter produziert, bis 1938 der Datsun 17 und dessen Pickup-Version Datsun 17 Truck beide ablöste.